# Samsung Galaxy S8

Samsung Galaxy S8 logotyp.

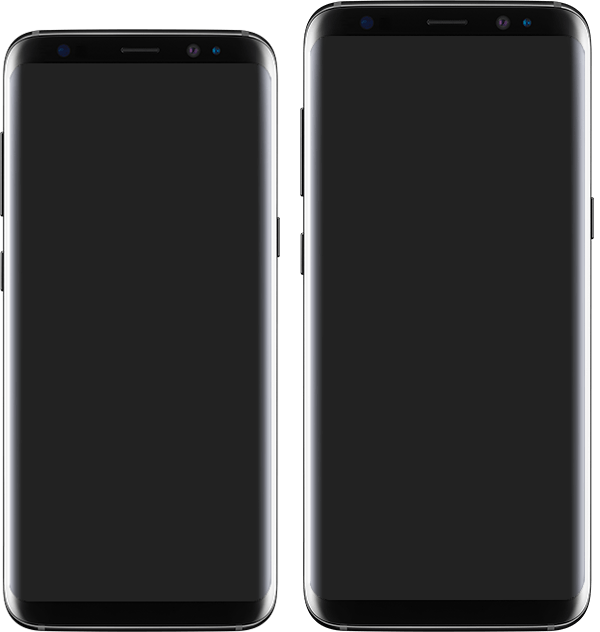
Samsung Galaxy S8 (vänster) och Samsung Galaxy S8+ (höger).

Samsung Galaxy S8 och Samsung Galaxy S8+ är smarttelefoner i Samsung Galaxy-serien och uppföljarna till Samsung Galaxy S7 och Samsung Galaxy S7 Edge. Smarttelefonerna kör operativsystemet Android 7.0 "Nougat"(det finns en beta-version Android 8.0 "Oreo") och tillverkats av Samsung Electronics. De offentliggjordes den 29 mars 2017 under ett mediaevent i New York och släpptes i april 2017, samt levererades i USA den 21 april 2017.
De har ett inbyggt minne på 64 GB och plats för MicroSD-kort upp till 256 GB.